# Mark I (carro armato)
Il Mark I è il primo carro armato, sviluppato dalla Foster & Metropolitan Carriage and Wagon Company nel Regno Unito. I primi esemplari entrarono in servizio sul fronte occidentale nel settembre 1916.
Evoluzione del Little Willie, sviluppato nel 1915, nasceva come strumento per riprendere l'offensiva in un contesto bellico nel quale l'avanzata delle truppe di fanteria era impossibilitata da trincee e nidi di mitragliatrice. Inizialmente l'impiego del Mark I non riportò successi significativi, perché furono utilizzati in piccole quantità e piagati da ogni sorta di problema meccanico. I tipi successivi, Mk II, III, IV e V, erano veicoli progressivamente migliori soprattutto nella meccanica e prodotti in quantità rilevanti, specie l'Mk IV e V.

## Caratteristiche tecniche
Il modello di serie era quasi identico al prototipo del Mother, se si eccettua la costruzione non più in lamiere per caldaie ma in piastre da corazza (lamiere scudo) e un armamento potenziato. Furono infatti previste due varianti: maschio e femmina, prodotte in egual numero. Il maschio conservò i due cannoni Hotchkiss 57 mm e i tre mitragliatori Hotchkiss da .303, cui fu aggiunto un quarto impiegabile da una postazione frontale, mentre la femmina ebbe quattro mitragliatrici Vickers raffreddate ad acqua (due in ciascuna gondola) più due Hotchkiss e risultò più leggero di circa una tonnellata.
I cannoni da 57/40 (o QF 6 pounder, dal peso del proiettile) erano del tipo Hotchkiss navale, a tiro rapido. La gittata utile raggiungeva i 1.800 m e la celerità i venti colpi al minuto. Il congegno di puntamento, a cannocchiale, consentiva solo il tiro diretto.
La casamatta in cui era sistemato il pezzo con il suo scudo semicircolare consentiva un brandeggio di 120° e una elevazione assai limitata.
Nelle fiancate e nella sezione inferiore delle gondole erano ricavate le riservette (332 granate esplosive da 57 mm e 6.272 cartucce nei carri maschi, 30.080 cartucce nei carri femmina). Entrambi i modelli di carri dovevano essere privati delle gondole per il trasporto ferroviario e quest'operazione richiedeva parecchie ore di lavoro da parte dell'equipaggio.

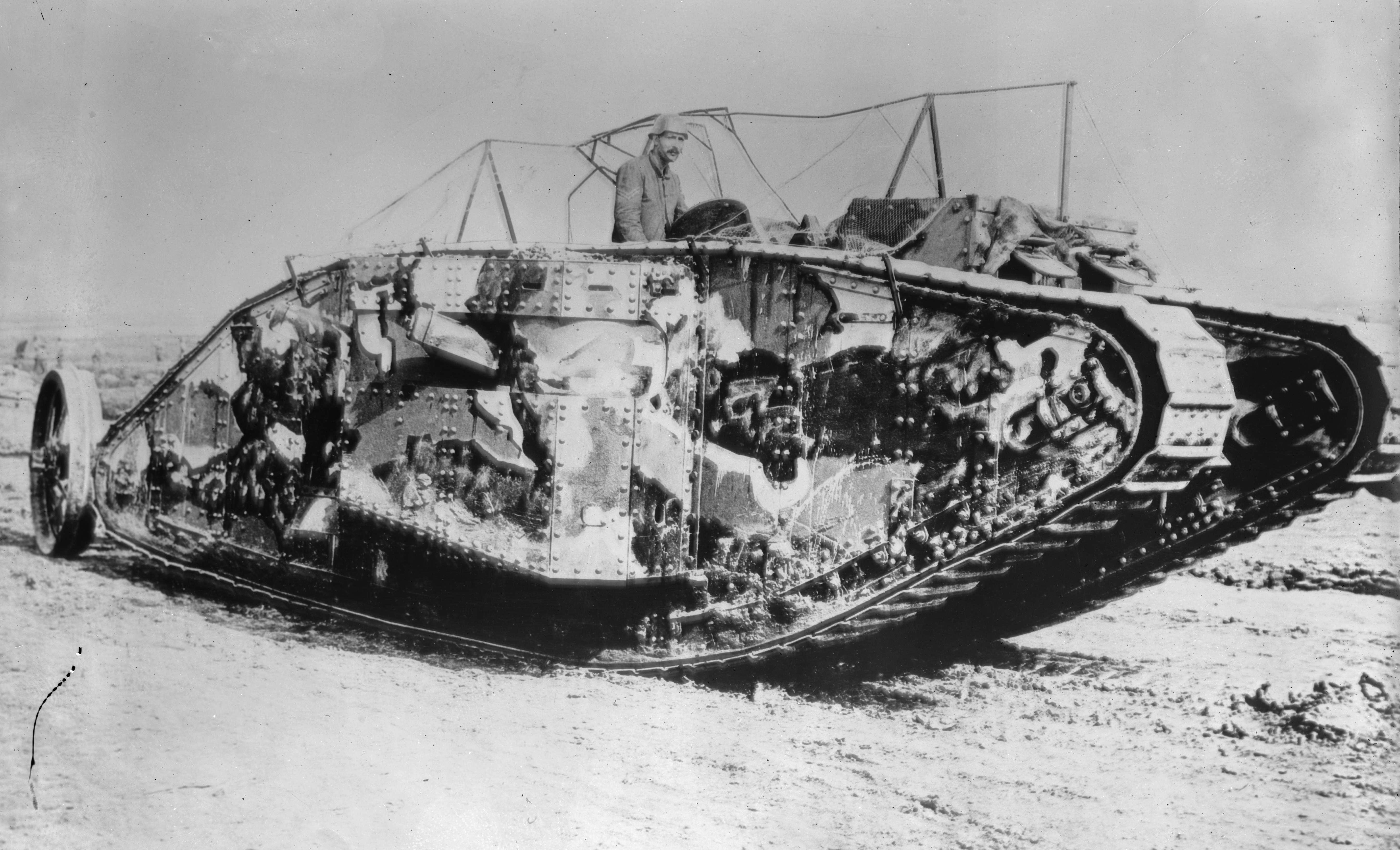
Mark I britannico

I cingoli erano costituiti da novanta maglie larghe 53 cm. Ognuna era dotata di due giunti rivettati e collegata alle adiacenti con un perno ovale, assicurato da una coppiglia divaricabile. Nella parte superiore del carro il cingolo scorreva su due lunghe rotaie e dieci rulli di bronzo; inferiormente su ventisei paia di rulli (uno su tre flangiato). La sospensione era rigida. Le ruote motrici erano situate posteriormente; quelle anteriori di rinvio erano provviste di tendicingolo.
Il carro recava posteriormente la coppia di ruote direzionali. Del tipo a raggi e del diametro di 135 cm, tali ruote erano adoperate per le sterzate leggere e venivano sollevate idraulicamente in occasione delle virate strette.
Il motore era un sei cilindri raffreddato ad acqua, collegato mediante un albero alla scatola cambio; sopra di questo si trovava la manovella d'avviamento e, sotto, una cassetta per attrezzi. Posteriormente, la dinamo per le luci. La scatola cambio aveva ai lati altre due scatole ingranaggi, collegate con un differenziale e manovrate ciascuna mediante leve da due uomini. Seguiva il radiatore tubolare con ventola, che prendeva aria dall'esterno tramite una piccola griglia ricavata a sinistra della lamiera posteriore dello scafo. Lungo la parte posteriore di ognuna delle due fiancate passava la catena di trasmissione, che collegava la ruota dentata di ogni cambio secondario all'ingranaggio della ruota motrice.
A disposizione del capocarro (ufficiale) e del pilota c'erano due portelli sollevabili; sempre dinanzi all'ufficiale c'erano un portacarte e un sostegno per il mitragliatore. A fianco del pilota si trovavano le leve di comando. La sterzatura era un lavoro di gruppo, faticoso e complicato. Due addetti al cambio azionavano gli ingranaggi relativi a ciascun cingolo, che dovevano essere innestati ogni volta che era richiesto un cambiamento di direzione. Un servente doveva innestare la marcia (alta o bassa) mentre l'altro, sul lato dove si doveva sterzare, metteva in folle. Il pilota doveva quindi bloccare il differenziale e accelerare, mentre il capocarro metteva i freni al cingolo in folle, e il carro finalmente prendeva la direzione desiderata. Tutto questo processo doveva essere invertito se si voleva sterzare nella direzione opposta.
Per comunicare con il resto dell'equipaggio, il pilota era costretto a battere colpi sul cofano e poi fare segnalazioni con le dita in base ad un codice concordato.
Come si è già accennato, il sistema sussidiario di sterzatura del Mark I consisteva in una coppia di ruote sistemate posteriormente. Esse potevano essere orientate, come il timone di una barca, per mezzo di un volante, che le comandava mediante cavi. Gli inconvenienti continui che si registravano a causa dell'allungamento dei cavi o della loro sfuggita fecero sì che verso la fine del 1916 tale apparecchiatura venisse smontata, anche se ciò comportava una diminuzione della capacità di attraversamento di trincee e fossati.

## Esemplari superstiti
Il solo esemplare superstite è "Clan Leslie", un Mk.I (Male) conservato al The Tank Museum di Bovington, Gran Bretagna. È il carro armato operativo più antico conservato al mondo.